# Глушко Юрій Анатолійович
Юрій Анатолійович Глушко (нар. 5 лютого 1991, Біла Церква, Київська область, УРСР) — український футболіст, нападник польського клубу «Пелікан».

## Життєпис
Вихованець ДЮСШ «Рось» (Біла Церква), перший тренер Євген Фещенко. Після закінчення навчання грав за «Рось» у другій лізі чемпіонату України.
З березня 2010 року знаходився в розташуванні запорізького «Металурга». Рік пограв за дубль «козаків» у молодіжному чемпіонаті. Наступного року дебютував у Прем'єр-лізі. 6 травня 2011 вийшов в основному складі запоріжців в матчі проти «Кривбасу». На 51-й хвилині був замінений на Фабіу. Наступний сезон «Металург» провів у першій лізі. Протягом чемпіонату Глушко чотири рази виходив на поле у складі першої команди і відзначився голом у воротах армянського «Титану». Другу половину сезону провів в оренді у вінницькій «Ниві». Після повернення в Запоріжжі зіграв 3 матчі за «Металург» у Прем'єр-лізі, переважну більшість ігрового часу провів у дублі.
У 2013 році повернувся до Білої Церкви, де виграв першість міста з командою «Граніт» (Шкарівка).
У 2014 році уклав контракт з командою другої ліги Польщі «Окоцимський» (Бжесько). У польському чемпіонаті дебютував 2 серпня 2014 року в поєдинку проти «Вісли» (Пулави), замінивши на 56-й хвилині капітана команди Войцеха Войцешинського.
Наприкінці січня 2016 року перейшов у клуб третьої ліги чемпіонату Польщі «Пелікан» (Лович).